# Tautavel
Tautavel (en catalán: Talteüll) es una comuna francesa situada en el departamento de Pirineos Orientales, en la región de Occitania. 

## Demografía
| 916 | 947 | 776 | 654 | 738 | 851 | 897 |
| Para los censos de 1962 a 1999 la población legal corresponde a la población sin duplicidades (Fuente: INSEE [Consultar]) |     |     |     |     |     |     |

## Lugares de interés
- La Cueva del Arago, zona con vestigios prehistóricos donde fue encontrado el hombre de Tautavel (de entre 300 000 a 450 000 años de antigüedad).
- Museo de Prehistoria de Tautavel

## Hermanamiento
- Mauer, Alemania (11 de julio de 1981)
- Orce, España (25 de junio de 2005)